# 無綫7:30 一小時新聞
《無綫7:30 一小時新聞》（英語：One Hour News at 7:30）是香港電視廣播有限公司新聞及資訊部製作的重點新聞節目，報道本地、兩岸及國際重要新聞，並提供香港當日天氣情況及預測七日天氣。於無綫新聞台播放。2014年1月6日起逢星期一至五19:30播出；2017年8月15日起，因應互動新聞台改名為無綫新聞台，改為每天19:30播出，但網上重溫只提供星期一至五的節目重溫。該節目取代之前的《無綫八點新聞》。
香港其他電視台在黃金時段的新聞節目包括香港有線電視的《7點直播室》和港台電視的《新聞天地》。
2019年1月15日，TVB新聞台停播，本節目只在無綫新聞台播出。
2023年4月3日起，名牌款式改為採用無線新聞台新聞報道的天藍色名牌款式，取消採用用近8年的綠色名牌款式。

## 節目內容
- 19:30-19:31 新聞提要
- 19:31-19:43 本地重點新聞
- 19:43-19:45 第一節廣告
- 19:45-19:58 本地重點新聞或國際重點新聞
- 19:58-20:00 第二節廣告
- 20:00-20:08 時事中國（由新聞主播或中國新聞記者曹嘉詠主持）
- 20:08-20:12 第三節廣告
- 20:12-20:13 財經新聞（公眾假期除外）
- 20:13-20:19 本地或國際新聞（非重點）
- 20:19-20:21 體育新聞（新聞主播主持）
- 20:21-20:24 天氣報告 （黃昏版《天氣報告》主播同時主持）
- 19:30-19:31 新聞提要
- 19:31-19:43 本地新聞
- 19:43-19:45 第一節廣告
- 19:45-19:57 本地或國際新聞
- 19:57-20:00 第二節廣告
- 20:00-20:08 時事中國（由新聞主播或中國新聞記者曹嘉詠主持）
- 20:08-20:12 第三節廣告
- 20:12-20:20 本地或國際新聞（非重點）
- 20:20-20:23 體育新聞（新聞主播主持）
- 20:23-20:26 天氣報告 （黃昏版《天氣報告》主播同時主持）

## 主持
- 常見《無綫7:30 一小時新聞》主播：彭建樺／周可茵／王倩荷／廖淑怡／容家耀
- 現任主持：彭建樺／陳語翹／周可茵／梁思齊／王倩荷／廖淑怡／容家耀
- 2022年暫代主持：黃曉瑩／林婷婷
- 前任現職主持：葉芷樺（現任港聞組記者）／黎在山（現任港聞組記者與《六點半新聞報道》主播）
- 前任離職主持：周嘉儀／葉昇瓚／黃麗幗／駱文捷／陳嘉倩／盧卓瑤／羅鈺文／梁凱寧／金 盈／張文采／王俊彥 ／賴凱靖 ／何駿彥／李文欣／麥詩敏／鄧文瀚／馬琛沂／袁思行／袁沅玉／林可瑩／關可為／賴君蕊 ／黃珊

## 收視率
| 日期          | 平均  | 備註  |
| 2019年8月25日 | 7.8點 | [ 1 ] |
| 2019年8月31日 | 9點   | [ 2 ] |